# Iván Rivadeneyra Medina
Iván Ricardo Rivadeneyra Medina es un CIRUJANO DENTISTA y político peruano (Exalcalde de Bellavista).
Nació en Lima, el 15 de septiembre de 1976, hijo de Jorge Luis Rivadeneyra Rivas y Gloria Luz Medina Palomino. Cursó sus estudios primarios y secundarios en el distrito de Chorrillos. Entre 1993 y 1998 cursó estudios superiores de odontología en la Universidad San Martín de Porres obteniendo el título respectivo.
Postuló a una regiduría de la Municipalidad Provincial del Callao en las elecciones municipales del 2006 obteniendo el primer lugar con el 48.915%  de la elección. Luego, en las elecciones municipales del 2010 postuló a la alcaldía del distrito de Bellavista obteniendo el primer lugar de la elección con el 40.249% de los votos. 
En las elecciones municipales de 2014 fue reelegido para ese cargo con el 36.602% de los votos. Debido a la prohibición legal de reelección de las autoridades ediles, en las elecciones regionales del 2018 se presentó como candidato a gobernador regional del Callao quedando en segundo lugar. Postulando a estas últimas elecciones como invitado del movimiento regional Fuerza Chalaca
En el año 2019 fue nombrado Gerente de Desarrollo Humano de la Municipalidad distrital de Los Olivos.